# Харбінський технологічний інститут
Харбінський технологічний інститут (спрощ.: 哈尔滨工业大学; кит. трад.: 哈爾濱工業大學; абревіатура: HIT або 哈工大;) є державним дослідницьким університетом, членом китайської елітної Ліги C9 і членом Альянсу університетів Шовкового шляху. HIT - це університет Міністерства освіти Китаю класу A Double First Class. Він має три кампуси, що охоплюють країну з півночі на південь: кампус Харбіна в провінції Хейлунцзян, кампус Вейхай у провінції Шаньдун і кампус Шеньчжень у провінції Гуандун.
HIT постійно входить до числа найкращих університетів країни з акцентом на науку та інженерію. HIT входить до 10 найкращих світових університетів інженерії за версією US News &amp; World Report Best Global Universities Ranking з моменту створення рейтингу в 2014 році за версією US News & World Reports. Станом на 2022 рік він посідає 5 місце у світовому рейтингу. HIT є одним із небагатьох університетів у світі, які спроектували, побудували та запустили власні супутники, і він перевершує ракетні технології.
HIT незмінно входить до 250-го списку найкращих університетів світу за рейтингом Academic Ranking of World Universities, QS World University Rankings і US News & World Report.

## Історія

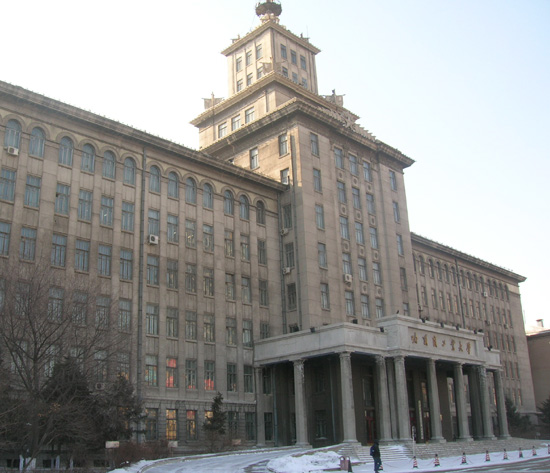
Головна будівля Харбінського технологічного інституту

Основні нагороди включають наступне:
- У 1920 році Харбінський технологічний інститут спочатку був створений як Харбінська китайсько-російська школа промисловості для навчання інженерів залізничного транспорту[17].
- У 1931 році в аспірантуру набирали з весни 1931 року.
- У 1935 році, під час японського вторгнення в Китай, університет потрапив під японський контроль.
- 1 січня 1938 року було відновлено назву Харбінського технологічного інституту, яку він зберіг дотепер.
- У 1945 році, після поразки японців у Другій світовій війні та евакуації, HIT очолило Залізничне бюро Чжунчан і спільно керувалося Китаєм і Радянським Союзом.
- У 1949 році Харбінський технологічний інститут набрав аспірантів з усієї країни. Це один із перших закладів підготовки аспірантів у Китаї.
- У 1951 році HIT був схвалений центральним урядом як один із двох вищих навчальних закладів СРСР для вивчення передових методів. HIT користується репутацією «колиски для інженерів».
- У 1954 році HIT був створений як один із шести ключових національних університетів Китаю, єдиний за межами Пекіна[15].
- У 1984 році HIT став одним із 15 національних великих інвестиційних університетів Китаю. У 1984 році HIT став одним із перших 22 університетів, які заснували аспірантуру.
- У 1996 році HIT був створений як першокласний університет у рамках проекту 211 (проект національних ключових університетів, ініційований Міністерством освіти Китайської Народної Республіки).
- У 1998 році HIT був серед перших 9 університетів, запрошених приєднатися до Клубу проекту 985 (китайська система вищої освіти, яка надає пріоритетне фінансування 39 провідним дослідницьким комплексним університетам).
- У 2000 році Харбінський технологічний інститут об'єднався з Харбінським університетом архітектури, однією з відомих восьми старих шкіл Китаю з тим самим корінням, і сформував новий Харбінський технологічний інститут.
- У 2009 році китайська Ліга C9 була створена центральним урядом Китаю, що включає групу з дев’яти найкращих китайських університетів: Пекінський університет, Університет Цінхуа, Харбінський технологічний інститут, Університет Фудань, Нанкінський університет, Шанхайський університет Цзяо Тонг, Університет науки і технології Китаю, Університет Цзяо Тун Сіань та Університет Чжецзян[18].
- У 2012 році HIT було включено до Плану сприяння інноваціям університетів і коледжів (高等学校创新能力提升计划), найновіший національний передовий інноваційний альянс.
- У 2013 році оголошено результати ІІІ туру оцінювання дисципліни. У школі 16 дисциплін першого рівня, які входять до п’ятірки кращих в країні, і 25 дисциплін входять до десятки кращих в країні; серед них перше місце в країні займає дисципліна першого рівня — механіка.
- У 2017 році HIT був визнаний університетом класу А (вищий рівень) у Double First Class University Plan, найновішій програмі елітних китайських університетів.

## Система університетів і кампусів
У 1985 році HIT створив новий кампус у Вейхаї; потім у 2000 році Харбінський університет архітектури об'єднався з HIT у Харбіні. У 2002 році HIT відкрив нову аспірантуру в Шеньчжені. Ці три кампуси утворюють структуру Greater HIT.

## Академіки
ХІТ працює за цілорічним графіком, який включає як осінній, весняний, так і літній семестр. Зимові та літні канікули заплановані між семестрами. Під час канікул для студентів залишаються відкриті гуртожитки та окремі їдальні.
- Школа архітектури
- Школа космонавтики
- Школа хімії та хімічної інженерії
- Будівельна школа
- Школа комп'ютерних наук і технологій
- Школа економіки та менеджменту
- Школа електротехніки та автоматики
- Школа електроніки та інформаційної інженерії
- Школа енергетики та техніки
- Школа міжнародних досліджень
- Школа природничих наук і технологій
- Школа марксизму
- Школа матеріалознавства та інженерії
- Школа мехатроніки
- Школа транспортних наук і технологій
- Школа науки
- Школа екології
- Школа гуманітарних наук, соціальних наук і права

### Рейтинги
У 2022 році HIT посів 196 місце в рейтингу US News & World Report  і 217 місце в рейтингу QS World University Rankings. У 2020 році він був у рейтингу 101-150 в Академічному рейтингу світових університетів.
На міжнародному рівні HIT вважається одним із найавторитетніших китайських університетів за версією Times Higher Education World Reputation Rankings, де він посідає 126 місце у всьому світі. Випускники HIT дуже бажані в усьому світі, а його рейтинг Graduate Employability займає 143 місце в усьому світі в глобальному рейтингу Employability University Ranking 2021 від Times Higher Education.

#### Предметні рейтинги
| Глобальний предметний рейтинг ARWU | Рейтинги 2022 |
| ---------------------------------- | ------------- |
| Інструменти Наука та Технологія    | 1             |
| Аерокосмічна техніка               | 4             |
| Біотехнологія                      | 7             |
| Металургійне машинобудування       | 8             |
| Автоматизація та контроль          | 11            |
| Машинобудування                    | 12            |
| Електротехніка та електроніка      | 13            |
| Marine_Ocean Engineering           | 18            |
| Комп'ютерні науки та інженерія     | 24            |
| Хімічна інженерія                  | 27            |
| Цивільна інженерія                 | 29            |
| Енергетика та інженерія            | 29            |
| Екологічна наука та інженерія      | 34            |
| Матеріалознавство та інженерія     | 38            |
| Дистанційне зондування             | 38            |
| Нанонауки та нанотехнології        | 40            |

## Дослідження
Дослідження в Харбінському технологічному інституті охоплюють широкий спектр тем із сильним акцентом на інженерних науках. Аналіз цитувань досліджень Thomson Reuters Essential Science Indicators у 2009 році виявив, що HIT входить до 1% найкращих установ у сферах матеріалознавства, хімії, інженерії та фізики, а також є дев’ятим за кількістю дисертацій, опублікованих у галузі матеріалознавства в усьому світі.
HIT є одним із семи синів національної оборони .
HIT завершив проект «Великорозмірне обладнання для моделювання землі у вакуумних контейнерах», важливий національний науково-дослідний проект. 

### Дослідницькі групи
Харбінський технологічний інститут має дослідницький факультет високого рівня з понад 2900 штатними викладачами та дослідниками, у тому числі 1950 професорами та доцентами, 41 академіком Китайської академії наук та Китайської інженерної академії, майже 640 керівників докторських дисертацій. У ньому 12 головних науковців, які працюють над проектами 973 та 13 «Молоді фахівці з визначним внеском у країну».

### Лабораторії та приміщення
В даний час HIT має 7 державних ключових лабораторій і 3 національні інженерні лабораторії, які надаються та фінансуються Національним фондом природничих наук Китаю, Національною комісією розвитку та реформ і Державною радою Китаю.
- Державна ключова лабораторія прогресивного зварювання та з'єднання
- Державна ключова лабораторія міських водних ресурсів та навколишнього середовища
- Державна ключова лабораторія робототехніки та систем

HIT також має 40 національних ключових дисциплін, наданих Міністерством освіти КНР, і 30 ключових лабораторій провінційного/міністерського рівня.

### Витрати на дослідження
Приділяючи сильний акцент науковим дослідженням, HIT був сміливим та інноваційним у своїх наукових дослідженнях і послідовно здійснював масштабні та високоскладні національні проекти. Через це щорічно збільшується фінансування досліджень. У 2018 році загальне фінансування досліджень з боку уряду, промисловості та бізнесу досягло 3,76 мільярдів юанів (близько 537 мільйонів доларів США). Кампус у Харбіні володів 3,2 мільярдами юанів, кампус у Шеньчжені володів 443 мільйонами юанів, а кампус у Вейхаї володів 132 мільйонами юанів. Деякі ЗМІ повідомляли, що загальні витрати на дослідження HIT досягли 7,47 мільярдів юанів (близько 1,07 мільярдів доларів США) у 2019 році.

### Внески
Його викладачі та студенти винайшли багато «вперше» в Китаї: перший аналоговий комп’ютер у 1957 році, перший цифровий комп’ютер у 1958 році, перший інтелектуальний шаховий комп’ютер, перший робот для дугового зварювання, перший радар світового класу з новою системою, перший IC CMOS-чіп із власним авторським правом, перша комп’ютерна система створення 3D-зображень у режимі реального часу, а також перший високопродуктивний керований комп’ютером волоконний твістер. HIT проводить дослідження, що охоплюються офіційною таємницею (наприклад, у сфері космічної науки та оборонних технологій). Він зробив найбільший внесок в успіх космічних кораблів серії Shenzhou і Kuaizhou. Одна мала планета (№ 55838) названа на честь Харбінського технологічного інституту та названа Міжнародним астрономічним союзом «зіркою Хагонгда» за досягнення HIT у науці та інженерії.

### Техніка і технологія
- Сон Цзянь, аерокосмічний інженер, колишній президент Китайської інженерної академії, член Китайської академії наук і Китайської інженерної академії, а також іноземний член Національної інженерної академії США, Російської академії наук і Королівської академії інженерних наук Швеції.
- Сунь Цзядун, експерт з ракетних і супутникових технологій, головний дизайнер китайської програми дослідження Місяця та член Китайської академії наук і Міжнародної академії астронавтики.

### Політика і уряд
- Лі Чанчунь, колишній високопоставлений лідер Комуністичної партії Китаю, член постійного комітету Політбюро та голова Центральної керівної комісії КПК з розбудови духовної цивілізації.
- Лі Цзінай, генерал Народно-визвольної армії та директор Головного політичного управління НВАК.
- Лі Чжаньшу, член Постійного комітету Політбюро та Голова Постійного комітету Всекитайських зборів народних представників.
- Ма Сінжуй, член Політбюро та секретар партії Сіньцзяну, аерокосмічний інженер, колишній віце-президент HIT і колишній директор Китайського національного космічного управління.
- Сунь Юнь-Суань, колишній прем'єр-міністр Республіки Китай і головні архітектори тайванського «економічного дива».
- Ван Чжаогуо, колишній губернатор провінції Фуцзянь, колишній голова Департаменту роботи Об’єднаного фронту та колишній віце-голова НПКСК.
- Сюй Дачже, губернатор провінції Хунань, аерокосмічний інженер і колишній головний адміністратор Китайського національного космічного управління.
- Чжан Чуньсянь, віце-голова Постійного комітету Всекитайських зборів народних представників.

### Спорт і мистецтво
- Конг Лінхуей, гравець у настільний теніс, золотий призер літніх Олімпійських ігор та чемпіонату світу з настільного тенісу .
- Ши Кан, письменник, сценарист.